# Kim Shin-wook
Kim Shin-wook (hangul: 김신욱), född 14 april 1988 i Gwacheon, är en sydkoreansk fotbollsspelare som spelar för Shanghai Shenhua och för Sydkoreas landslag. 
Kim var med och vann AFC Champions League år 2012 och han vann den inhemska skytteligan säsongen 2015.